# Froideville (Suíça)
Froideville é uma comuna da Suíça, situada no distrito de Gros-de-Vaud, no cantão de Vaud. Tem 7,12 km² de área e sua população em 2018 foi estimada em 2.579 habitantes.